# Chronik des Kriegs in Israel und Gaza, Februar und März 2024
Die Chronologie des Krieges in Israel und Gaza, Februar und März 2024 dokumentiert die Entwicklungen seit dem Terrorangriff der Hamas auf Israel vom 1. Februar bis zum 31. März 2024. Für den zeitlichen Ablauf des kompletten israelisch-palästinensischen Konflikts siehe Chronologie des israelisch-palästinensischen Konflikts.

## Februar 2024

### 2. Februar
Die israelische Armeeführung kündigte an, nach den militärischen Erfolgen gegen die Hamas-Kämpfer in Chan Yunis die Militäroffensive auf die Stadt Rafah auszuweiten.

### 3. Februar
Sowohl Chan Yunis als auch Rafah wurden von heftigen israelischen Luftangriffen erschüttert. In Chan Yunis gingen die Kämpfe weiter, Dutzende Hamas-Kämpfer wurden getötet und deren Strukturen zerstört. Inmitten von Grenzgefechten zwischen Israel und der Hisbollah wurden im Libanon eine militärische Anlage und ein Lastwagen zur Waffenlagerung getroffen.

### 5. Februar
Nachdem einigen Mitarbeitern des Hilfswerks der Vereinten Nationen für Palästina-Flüchtlinge im Nahen Osten (UNRWA) vorgeworfen worden war, an den Terrorakten der Hamas vom 7. Oktober 2023 in Israel beteiligt gewesen zu sein (siehe: Chronologie 26. bis 28. Januar 2024), setzten die Vereinten Nationen eine unabhängige Expertengruppe ein, um die Vorwürfe untersuchen zu lassen. Die Leitung hat die ehemalige französische Außenministerin Catherine Colonna, nach Mitteilung der UN. Sie arbeitet mit Fachleuten vom Raoul-Wallenberg-Institut in Schweden, dem Michelsen-Institut in Norwegen und dem Dänischen Institut für Menschenrechte zusammenarbeiten und am 14. Februar die Arbeit aufnehmen. Ein Zwischenbericht sei für Ende März geplant. Das Ziel der Untersuchung sei es, festzustellen, ob das UNRWA „alles in seiner Macht Stehende tut, um seine Neutralität zu gewährleisten und auf schwere Missbrauchsfälle zu reagieren, wenn solche vorliegen“.

### 6. Februar
Über den gesamten Gazastreifen wurden nach Angaben der israelischen Streitkräfte in den letzten 24 Stunden Dutzende militante Palästinenser getötet, während das Militär seinen Schwerpunkt weiterhin auf den südlichen Teil von Chan Yunis setzte. Dort wurden etwa 80 Verdächtige mit dem Vorwurf der Beteiligung an den Massakern Anfang Oktober 2023 festgenommen. In einem späteren Statement erwähnte das Militär Nahkämpfe, insbesondere im Westen der Stadt.

### 7. Februar
Der Sprecher der israelischen Armee, Daniel Hagari, teilte 31 Familien von Geiseln mit, dass ihre Angehörigen nicht mehr lebten. Es handelt sich um 29 Zivilisten, die von der Hamas verschleppt worden waren, und zwei israelische Soldaten. Nach einem Bericht der The New York Times unter Berufung auf ein vertrauliches israelisches Geheimdienstpapier wurden einige von ihnen bereits während des Terrorangriffs am 7. Oktober getötet. Ihre Leichen wurden dann in den Gazastreifen gebracht, ihr Tod war zu diesem Zeitpunkt nicht bestätigt, weshalb sie als Geiseln gezählt wurden. Andere erlagen ihren Verletzungen oder wurden von Hamas-Terroristen während der Geiselhaft getötet. Es gebe zudem unbestätigte Hinweise auf den Tod von mindestens 20 weiteren Geiseln.
Unter Berufung auf Satellitendaten wiesen Gebiete (Gebäude und landwirtschaftliche Nutzflächen) im Gazastreifen nach Angaben von Der Spiegel folgende Zerstörungsgrade auf: Bezirk Nord-Gaza: 68 bis 81 % zerstört, Bezirk Gaza: 72 bis 84 % zerstört, Bezirk Deir al-Balah: 40 bis 51 % zerstört, Bezirk Chan Yunis: 45 bis 58 % zerstört, Bezirk Rafah: 22 bis 32 % zerstört.
Laut einer Untersuchung der Vereinten Nationen (UNO) litten zwischen November und Dezember 2023 etwa 90 Prozent der Menschen im Gazastreifen unter akuter Nahrungsmittelknappheit. Mitte Januar warnte die UNO erneut vor dem Ausbruch einer Hungersnot. Laut Angaben des von der Hamas kontrollierten Gesundheitsministeriums in Gaza wurden seit Beginn des Krieges mehr als 26.000 Palästinenser getötet und mehr als 60.000 verletzt.
US-Außenminister Antony Blinken warnte, Israel habe wegen der Verbrechen des 7. Oktobers, in denen Israelis auf grausamste Weise entmenschlicht wurden, keinen Freibrief dafür, nun selbst andere zu entmenschlichen: „Die überwältigende Mehrheit der Menschen in Gaza hatte nichts mit den Angriffen vom 7. Oktober zu tun. Die Familien in Gaza, deren Überleben von israelischen Hilfslieferungen abhängt, sind genau wie unsere Familien. […] Wir können und dürfen unsere gemeinsame Menschlichkeit nicht aus den Augen verlieren.“

### 8. Februar
Das israelische Militär setzte die Kämpfe im Westen von Chan Yunis fort, dutzende Terroristen wurden gefangen genommen, darunter zwei mit Beteiligung an dem Massaker vom 7. Oktober. Weitere Militante wurden getötet und deren Infrastruktur zerstört. Ebenfalls wurden im nördlichen Gazastreifen einzelne Hamas-Zellen durch Luftunterstützung eliminiert, andere Hamas-Angehörige wurden in dessen Zentrum bei Feuergefechten mit der Nahal-Brigade getötet.
Anwohner berichteten von Bombardierungen der Stadt Rafah, zudem habe es Panzerbeschuss auf den östlichen Teil der Stadt gegeben.
US-Präsident Joe Biden verschärfte seinen Ton und kritisierte Israels Vorgehen in Gaza als „überzogen“. Das Leiden unschuldiger Menschen müsse aufhören. John Kirby, der Sprecher des Nationalen Sicherheitsrats der USA, sagte, ein Angriff auf Rafah, ohne Rücksicht auf die über eine Million Flüchtlinge, die sich nun – auf Israels Anweisung – dort aufhielten, wäre „eine Katastrophe“; die US-Regierung werde so etwas nicht unterstützen. Frankreich und die UNO äußerten sich ebenso besorgt.
Volker Türk, der UN-Hochkommissar für Menschenrechte, sagte, die weitreichende Zerstörung der zivilen Infrastruktur im Gazastreifen durch die IDF stelle „einen schweren Verstoß gegen die 4. Genfer Konvention und ein Kriegsverbrechen“ dar. Er kritisierte damit die „umfangreiche Zerstörung von Eigentum, die nicht durch militärische Notwendigkeit gerechtfertigt war und rechtswidrig und mutwillig durchgeführt wurde“.
Die Deutsche Bundesregierung entsandte im Rahmen eines bevorstehenden EU-Militäreinsatzes zur Abwehr von Angriffen der Huthi-Rebellen auf Handelsschiffe im Roten Meer die Fregatte Hessen mit etwa 240 Soldaten an Bord. Diese EU-Mission trägt den Namen „Aspides“.
In Israel gab es Demonstrationen für und gegen ein mögliches Geisel-Abkommen mit der Hamas: In Jerusalem protestierten Tausende gegen Verhandlungen und für eine Fortsetzung des Militäreinsatzes, wie israelische Medien berichteten. In Tel Aviv protestierten demnach zeitgleich Hunderte Menschen für einen Deal, um die Freilassung der noch im Gazastreifen festgehaltenen Geiseln zu erreichen, Medien zufolge blockierten die Demonstranten zeitweise Straßen.
Israels Finanzminister Bezalel Smotrich kündigte an, Steuervergünstigungen des UN-Flüchtlingshilfswerks für Palästinenser UNRWA in Israel abschaffen zu wollen. „Der Staat Israel wird keine Steuervorteile für Terroristenhelfer gewähren“, schrieb Smotrich auf der Plattform X. Das UNRWA war zu der Zeit unter anderem von Zöllen und Steuern auf Produkte befreit, die für den Betrieb des Hilfswerks bestimmt sind, und erhielt zudem eine erhebliche Steuerermäßigung beim Kauf von Treibstoff. Hintergrund der Forderung war der Vorwurf, zwölf UNRWA-Mitarbeitern in Gaza seien an dem Angriff der islamistischen Hamas auf Israel vom 7. Oktober beteiligt gewesen, weitere 190 sollten Verbindungen zur Hamas haben.

### 10. Februar
Das Amt der Vereinten Nationen für die Koordinierung humanitärer Angelegenheiten berichtete, dass israelische Behörden seit Januar 39 von 76 geplanten Konvois mit Hilfslieferungen in den Norden des Gazastreifens und Delegationsbesuche zur Abklärung der dortigen Bedürfnisse verweigert hätten.
Der israelische Parlamentspräsident Amir Ohana sagte ein Treffen mit UN-Generalsekretär António Guterres ab, nachdem dieser erklärt hatte, er könne nicht verstehen, wie Israel sagen könne, es bekämpfe nur die Hamas und nicht das palästinensische Volk, wenn bei der Militäroperation im Gazastreifen nach palästinensischen Angaben rund 28.000 Menschen getötet, ganze Viertel zerstört worden seien und 75 Prozent der Bevölkerung vertrieben worden sei.
Saudi-Arabien forderte wegen einer geplanten israelischen Offensive im Gouvernement Rafah die Einberufung einer Dringlichkeitssitzung des Sicherheitsrats der Vereinten Nationen, um „Israel daran zu hindern, eine drohende humanitäre Katastrophe zu verursachen“.
Israelische Soldaten entdeckten nach eigenen Angaben einen Hamas-Tunnel unter dem früheren Hauptquartier des UN-Palästinenserhilfswerks (UNRWA) im Gazastreifen. Er bestehe aus einem 700 Meter langen unterirdischen Gang in 18 Metern Tiefe. Der Gang habe als wichtige Einrichtung des Militärgeheimdienstes der Hamas-Terrormiliz gedient, hieß es. Die „elektrische Infrastruktur“ des Tunnels sei mit dem UNRWA-Sitz „verbunden“. In dem von der UN-Organisation in der Anfangsphase des Krieges verlassenen Hauptquartier des UNRWA seien zudem in den vergangenen zwei Wochen große Mengen von Waffen und Sprengstoff gefunden worden. Das UN-Hilfswerk erklärte, dass es sein Hauptquartier in der Stadt Gaza seit dem 12. Oktober 2023 nicht mehr nutze. Auf Anweisung israelischer Truppen sei das Hauptquartier wenige Tage nach dem Terrorangriff der Hamas aufgegeben worden.

### 11. Februar
Die Hamas gab bekannt, sie würde die Verhandlungen über ein Geisel-Abkommen abbrechen, sollte Israel die geplante Offensive in Rafah beginnen. Der palästinensische Fernsehsender Al-Aqsa TV zitierte ein nicht näher genanntes hochrangiges Hamas-Mitglied, jeder Angriff könne die Verhandlungen zunichtemachen. Aus ägyptischen Regierungskreisen wurden Drohungen bekannt, dass bei einer möglichen Offensive in Rafah der Friedensvertrag zwischen Israel und Ägypten aufgelöst werden könne, der nach dem Camp-David-Abkommen entstanden war.
Irans Präsident Ebrahim Raisi forderte die Länder in der Region auf, ihre wirtschaftlichen Beziehungen zu Israel abzubrechen. Vor Tausenden Anhängern anlässlich der Feiern zum 45. Jahrestag der Islamischen Revolution sagte er: „Das zionistische Regime ist dem Untergang geweiht“. Zudem forderte er den Ausschluss Israels aus den Vereinten Nationen.
Israels Regierungschef Benjamin Netanyahu versicherte in einem Interview im US-Sender ABC News, die israelische Armee werde den Zivilisten in der Stadt Rafah vor einem Angriff einen sicheren Korridor einrichten. Gebiete nördlich von Rafah seien bereits geräumt worden und könnten als sichere Zonen für die Zivilbevölkerung genutzt werden. Zugleich betonte er, der Sieg sei in Reichweite, die Armee werde die verbleibenden Bataillone der Hamas in Rafah besiegen.

### 12. Februar
Im Westjordanland wurden in der Nacht zwei Männer durch israelische Sicherheitskräfte getötet, die laut Polizei versucht hatten, mit einem Messer auf Sicherheitskräfte einzustechen.
Bei von der israelischen Armee bestätigten Angriffen auf Rafah kamen laut Hamas 67 Menschen ums Leben; 14 Häuser und drei Moscheen seien zerstört worden. Der saudische Fernsehsender Al Arabiya berichtete über mindestens 50 Tote, der palästinensische Sender WAFA sprach von intensiven Bombardierungen Gazas. Durch einen späteren Angriff seien mindestens 20 Menschen ums Leben gekommen.
Das israelische Militär bestätigte die Rettung zweier am 7. Oktober 2023 entführter Geiseln, die beiden Männer seien bei einem nächtlichen Einsatz in Rafah befreit worden. Sie seien in gutem Zustand und in ein Krankenhaus gebracht worden.
Die Hamas gab am Abend den Tod von drei Geiseln bekannt und behauptete, sie seien ihren Verletzungen aus israelischen Luftangriffen erlegen.
Der UN-Hochkommissar für Menschenrechte Volker Türk beschrieb gegenüber Ö1 die Lage im Gazastreifen als „schrecklich“: „Die kollektive Bestrafung der Palästinenser, vor allem auch die Abkoppelung von humanitärer Hilfe, ist eine Verletzung des humanitären Völkerrechts“. Die unabhängige Menschenrechtsorganisation Amnesty International warf der israelischen Armee vor, rechtswidrig Häuser bombardiert und dabei unschuldige Menschen getötet zu haben. Es gebe keine Hinweise, dass es sich bei den Zielen um militärische gehandelt habe. Israels Armee habe die Bewohner nach Erkenntnissen von Amnesty nicht wirksam oder gar nicht vor den Angriffen gewarnt.
Israel meldete insgesamt über 12.000 getötete Hamas-Kämpfer: „Wir sprechen von drei Vierteln der Hamas-Bataillone, die zerschlagen wurden“, sagte Regierungssprecher Eylon Levy.
Ein Berufungsgericht in Den Haag untersagte es der niederländischen Regierung, weiterhin Ersatzteile für F-35-Kampfflugzeuge nach Israel zu liefern. „Es ist unbestreitbar, dass ein klares Risiko besteht, dass die exportierten F-35-Teile für schwere Verstöße gegen das humanitäre Völkerrecht verwendet werden“, sagte der Richter bei der Verlesung des Urteils. Die Lieferungen müssten innerhalb von sieben Tagen eingestellt werden.
Der EU-Außenbeauftragte Josep Borrell forderte die USA indirekt zum Stopp ihrer Waffenlieferungen an Israel auf. Bezugnehmend auf Joe Bidens Aussage, die israelische Reaktion auf den Angriff der Hamas sei überzogen („over the top“), sagte Borrell: „Wenn man der Meinung ist, dass zu viele Menschen getötet werden, sollte man vielleicht weniger Waffen liefern, um zu verhindern, dass so viele Menschen getötet werden.“
Südafrika reichte am Internationalen Gerichtshof der Vereinten Nationen in Den Haag einen Eilantrag zu Angriffen Israels auf Rafah ein. Darin äußerte die südafrikanische Regierung, dass die beispiellose Militäroffensive gegen Rafah, wie sie vom Staat Israel angekündigt worden sei, bereits zu weiteren massiven Tötungen, Schäden und Zerstörungen geführt habe und führen werde.

### 13. Februar
In seiner bisher deutlichsten Warnung in Bezug auf Israels Verhalten erklärte der britische Außenminister David Cameron, Israel verstoße als Besatzungsmacht gegen das Völkerrecht, wenn es nicht gelinge, die Menschen im Gazastreifen mit Lebensmitteln und Wasser zu versorgen. Cameron fügte hinzu, dass es für die Menschen in Rafah einfach nicht möglich sei, das Gebiet – wie von den israelischen Streitkräften vorgeschlagen – zu verlassen: „Viele der Menschen, die in Rafah sind, sind jetzt schon drei, vier oder fünf Mal an einen anderen Ort gezogen. Sie können das nicht noch einmal tun. Nach Norden können sie nicht, denn ihre Häuser dort sind zerstört. Nach Süden können sie auch nicht, denn das wäre Ägypten, und das wollen wir alle nicht und die Ägypter auch nicht.“ Cameron sprach wie schon am Vortag von einer sofortigen Kampfpause als Vorstufe zu einem dauerhaften Waffenstillstand.

### 14. Februar
Die Weltgesundheitsorganisation (WHO) ließ verlauten, dass weniger als die Hälfte der von ihr angeforderten Hilfslieferungen in den Gazastreifen von Israel genehmigt worden seien, und betonte die Notwendigkeit, die schwer beschädigten Krankenhäuser zu versorgen. Diese seien völlig überlastet und unterversorgt; Patienten müssten häufig unnötige Amputationen erleiden. Seit November seien nur 40 % der von der WHO angeforderten Hilfslieferungen in den nördlichen Gazastreifen erfolgt; diese Zahl sei seit Januar weiter gesunken. Gleichzeitig seien nur 45 % der angeforderten Einsätze im südlichen Gazastreifen möglich gewesen; alle anderen seien verweigert, behindert oder verschoben worden.
Angehörige von Geiseln der Hamas riefen den Internationalen Strafgerichtshof in Den Haag (nicht zu verwechseln mit dem Internationalen Gerichtshof in Den Haag) dazu auf, gegen die Führer der Terrororganisation zu ermitteln und Haftbefehle zu erlassen. Etwa einhundert Menschen, die sich vor dem Sitz des Gerichts versammelt hatten, forderten strafrechtliche Ermittlungen wegen Geiselnahme, sexueller Gewaltverbrechen, Folter und Mord.
Palästinenser-Präsident Mahmud Abbas rief die Hamas dazu auf, einen Austausch von Geiseln gegen Gefangene mit Israel zu beschleunigen. Er wolle sein Volk vor weiteren Katastrophen bewahren, sagte er laut der amtlichen palästinensischen Nachrichtenagentur Wafa.

### 15. Februar
Das Menschenrechtsbüro der Vereinten Nationen beschuldigte Israel, systematisch Krankenhäuser in Gaza anzugreifen. Die Auswirkungen auf die Zivilbevölkerung seien entsetzlich. UN-Menschenrechtssprecherin Ravina Shamdasani bezog sich dabei auf einen einige Stunden zuvor durchgeführten Einsatz israelischer Soldaten im Nasser-Krankenhaus in Chan Yunis im Süden des Gazastreifens. Die israelische Armee berief sich auf Geheimdienstinformationen, wonach in der Klinik Geiseln festgehalten worden seien; sie habe mehrere Tatverdächtige festgenommen. Es sei nicht die Absicht, den Betrieb des Krankenhauses zu stören. Augenzeugen meldeten katastrophale Zustände im Nasser-Krankenhaus und den wenigen anderen noch funktionsfähigen Krankenhäusern in Gaza. Es mangele an Medikamenten und sauberem Wasser, oft falle der Strom aus; viele Eingriffe würden ohne Betäubung vorgenommen.

### 16. Februar
Der Internationale Gerichtshof der Vereinten Nationen lehnte einen südafrikanischen Antrag ab, dringende Maßnahmen zum Schutz von Rafah im Gazastreifen zu verhängen. Das Gericht betonte aber auch, dass Israel frühere Entscheidungen respektieren müsse. Südafrika hatte am vergangenen Dienstag einen Dringlichkeitsantrag beim obersten UN-Gericht eingereicht, um prüfen zu lassen, ob Israels Militäroperationen gegen die Stadt Rafah im Süden des Gazastreifens gegen vorläufige Anordnungen verstießen. Der Gerichtshof erklärte, die „gefährliche Situation“ in Rafah erfordere „die sofortige und effektive Umsetzung der vorläufigen Maßnahmen“, die er am 26. Januar angeordnet hatte. Eine neue Anordnung sei nicht erforderlich, da die bestehenden Maßnahmen im gesamten Gazastreifen, auch in Rafah, Gültigkeit hätten.
Als Vorbereitung auf eine etwaige Massenflucht von bis zu eineinhalb Millionen Palästinensern aus dem Gazastreifen während der bevorstehenden israelischen Militäroffensive im Gouvernement Rafah, bei der die letzten Bataillone der Hamas vernichtet werden sollen, begann Ägypten zum einen Anfang Februar, seine Staatsgrenze zum Gazastreifen durch bauliche Maßnahmen und mit der Abstellung zusätzlicher Grenzsoldaten und gepanzerter Fahrzeuge zu verstärken, um zu verhindern, dass es zu einem Ansturm von Palästinensern auf ägyptisches Territorium komme, und zum anderen an der Grenze zum Gazastreifen mit dem Aufbau eines von hohen Betonmauern umgebenen Auffanglagers, das für die Unterbringung von mehr als 100.000 Palästinensern konzipiert ist. Laut The Wall Street Journal will Ägypten aber versuchen, die Zahl der Flüchtlinge auf 50.000 bis 60.000 zu begrenzen. Ägypten bestritt die Berichte des Wall Street Journal bzw. dementierte das Errichten eines Flüchtlingslagers für Palästinenser auf ägyptischem Boden.
Zu Beginn der Münchner Sicherheitskonferenz warnte UN-Generalsekretär António Guterres vor den Folgen einer israelischen Offensive in Rafah. Die humanitären Hilfsleistungen für den Gazastreifen seien mit einem Patienten vergleichbar, der an Maschinen hängt: „Die Helfer arbeiten unter unvorstellbaren Bedingungen, darunter Beschuss, verschiedene Behinderungen und israelische Restriktionen und der Zusammenbruch der öffentlichen Ordnung.“
Der deutsche Bundeskanzler Olaf Scholz erklärte, Israel müsse sich an die Regeln des Völkerrechts halten. Mit Blick auf Rafah sei er sehr besorgt über die möglichen Folgen der geplanten Bodenoffensive. Erst sei die palästinensische Zivilbevölkerung aufgefordert worden, in den Süden zu fliehen, um Sicherheit zu finden, jetzt gebe es keine guten Fluchtalternativen in Gaza mehr. Die humanitäre Lage sei katastrophal. Mehr als eine Million Menschen müssten versorgt werden. Er habe Premier Netanjahu mehrfach aufgefordert, die humanitäre Lage erheblich zu verbessern – nach wie vor gebe es aber zu wenige Hilfslieferungen. Langfristig könne nur eine Zweistaatenlösung Frieden bringen. Er schließe sich vorbehaltlos den mahnenden Worten an, die US-Präsident Joe Biden zur israelischen Kriegsführung gesprochen habe.
Mehrere Dutzend Menschen versuchten am Grenzübergang Rafah, einen Lastwagen mit Hilfslieferungen zu erstürmen. Die Polizei schritt ein und vertrieb die Menge, teilte die von der islamistischen Hamas kontrollierte örtliche Behörde mit. Augenzeugen berichteten, dass die von der Hamas gestellte Polizei in die Menge geschossen und einen Jugendlichen getötet habe. Die Behörde wollte dies bislang nicht bestätigen.

### 17. Februar
Israels Premier Netanyahu hielt trotz der breiten internationalen Kritik an seinen Plänen für eine Offensive auf die Stadt Rafah fest. „Natürlich erst, nachdem wir es den Zivilisten in den Kampfgebieten ermöglichen werden, sich in sichere Gebiete zu begeben“, sagte Netanyahu in Jerusalem vor Journalisten. Man werde sich dabei internationalem Druck nicht beugen, betonte er; wer einen Verzicht auf den Einsatz in Rafah fordere, sage, Israel solle den Krieg verlieren, und das werde er nicht zulassen. Er fügte hinzu, die Offensive werde auch im Falle einer Vereinbarung mit der Hamas über eine Freilassung der Geiseln stattfinden.
Die US-Botschafterin bei den Vereinten Nationen kündigte an, die USA würden bei der am 20. Februar anstehenden Abstimmung des Sicherheitsrats der Vereinten Nationen über eine sofortige humanitäre Waffenruhe in Gaza erneut Gebrauch von ihrem Vetorecht machen. Eine solche Resolution könne die unter Beteiligung der USA, Ägyptens, Katars und Israels laufenden Verhandlungen über eine Waffenruhe und eine Freilassung der Geiseln gefährden.

### 18. Februar
Der Chef der Weltgesundheitsorganisation (WHO) meldete, das in den vergangenen Tagen unter Panzerbeschuss genommene Nasser-Krankenhaus in Chan Yunis sei nun nicht mehr funktionsfähig. Israels Verteidigungsminister Joav Galant sagte: „200 Terroristen ergaben sich (in Chan Junis) im Nasser-Spital, Dutzende weitere im Amal-Spital“.
Israels Regierung verabschiedete einstimmig eine Resolution, dass sie eine unilaterale Anerkennung eines palästinensischen Staates durch die internationale Gemeinschaft strikt ablehnen würde. Eine solche Anerkennung könne nur durch direkte und vorbehaltlose Verhandlungen zwischen den Parteien erreicht werden.
Benny Gantz, Mitglied des israelischen Kriegskabinetts, warnte, es werde eine Offensive in Rafah gestartet, wenn die Hamas nicht bis zum 10. März alle im Gazastreifen festgehaltenen Geiseln freilasse: „Die Welt muss es wissen, und die Hamas-Führer müssen es wissen – wenn unsere Geiseln bis zum Ramadan nicht zu Hause sind, werden die Kämpfe überall weitergehen, auch in der Gegend von Rafah.“ Gantz fügte hinzu, Israel werde „koordiniert vorgehen und im Dialog mit unseren amerikanischen und ägyptischen Partnern die Evakuierung der Zivilisten erleichtern, um die Zahl der zivilen Opfer zu minimieren“.

### 19. Februar
Die Operation Aspides im Roten Meer wurde von den EU-Außenministern bei ihrem Treffen vom 19. Februar 2024 endgültig genehmigt.
Eine US-General Atomics MQ-9 Drohne wurde von den Huthi über dem Roten Meer mit einer Boden-Luft-Rakete abgeschossen.
Israel führte einen Raketenangriff gegen einen Ort im Landesinneren Libanons durch. Das Ziel waren Waffenlager der libanesischen Hisbollah-Miliz. Nach libanesischen Angaben wurden dabei mindestens acht Menschen verletzt, darunter sollen auch Kinder gewesen sein. Nach Angaben des israelischen Militärs war der Angriff eine Reaktion auf eine Drohnenattacke der Hisbollah nahe der israelischen Stadt Tiberias.
26 der 27 EU-Mitgliedstaaten forderten eine sofortige humanitäre Feuerpause im Gazastreifen, teilte der EU-Außenbeauftragte Josep Borrell mit. Damit angestrebte Ziele seien ein nachhaltiger Waffenstillstand, eine bedingungslose Freilassung der in Gaza befindlichen israelischen Geiseln und die Bereitstellung von mehr humanitärer Hilfe. Die 26 EU-Mitgliedstaaten forderten außerdem Israel explizit auf, keine militärischen Maßnahmen im südlichen Teil des Gazastreifens, Rafah, zu ergreifen.
Die USA erstellten einen alternativen Resolutionsentwurf für den Sicherheitsrat der Vereinten Nationen. Reuters berichtete, darin werde zu einer vorübergehenden Waffenruhe aufgerufen. Außerdem heiße es in dem Text, dass eine größere Bodenoffensive in Rafah unter den gegenwärtigen Umständen zu weiterem Schaden für die Zivilbevölkerung und ihrer weiteren Vertreibung führen würde, möglicherweise auch in die Nachbarländer. Ein solcher Schritt hätte ernste Auswirkungen auf den Frieden und die Sicherheit in der Region; eine solche Bodenoffensive sollte unter den gegenwärtigen Umständen daher nicht durchgeführt werden.
Sachverständige der UN meldeten, Palästinenserinnen und Menschenrechtsorganisationen hätten von sexueller Gewalt und anderen Misshandlungen gegenüber inhaftierten palästinensischen Frauen berichtet, und forderten eine Untersuchung. Israelische Soldaten hätten degradierende Fotos ins Internet gestellt. Zwei Frauen seien angeblich vergewaltigt worden. In Gaza sei es Berichten zufolge zu willkürlichen Hinrichtungen fliehender Frauen und Kinder gekommen.

### 20. Februar
Im Sicherheitsrat der Vereinten Nationen scheiterte ein von Algerien vorgelegter Resolutionsentwurf mit der Forderung nach einer sofortigen Waffenruhe im Gazastreifen erneut am Veto der USA. Der Vorschlag fand bei den übrigen 14 Ratsmitgliedern breite Zustimmung: 13 stimmten für den Entwurf, Großbritannien enthielt sich.
Das Welternährungsprogramm der Vereinten Nationen (WFP) teilte mit, es werde seine Hilfslieferungen in den Norden Gazas wegen chaotischer Szenen und Ausschreitungen bei der Verteilung von Lebensmitteln unterbrechen. In der WFP-Mitteilung war von einem „Zusammenbruch der zivilen Ordnung mit völligem Chaos und Gewalt“ die Rede. Man werde die Lieferungen erst dann wieder aufnehmen, wenn eine sicherere Verteilung möglich sei. Andere Hilfsorganisationen berichteten ebenfalls von Schwierigkeiten bei der Versorgung des Nordens.

### 21. Februar
Bei dem Terrorangriff der Hamas auf Israel kam es laut der israelischen Vereinigung von Krisenzentren für Vergewaltigungsopfer (ARCCI) zu schweren und systematischen Gewaltverbrechen: „Die sexuellen Übergriffe und Vergewaltigungen […] umfassten sadistische Handlungen brutaler und demonstrativer Art“. Viele Leichen der Opfer seien verstümmelt und gefesselt vorgefunden worden, mit brutal attackierten Sexualorganen. Die meisten Opfer seien während oder nach der Vergewaltigung ermordet worden. Der Bericht soll UN-Entscheidungsträgern übergeben worden sein.
Nach einem israelischen Raketenangriff auf Syriens Hauptstadt Damaskus meldeten Staatsmedien und die Syrische Beobachtungsstelle für Menschenrechte mindestens zwei Tote im Stadtteil Kafr Soussa, in dem mehrere Sicherheitsbehörden Niederlassungen haben.

### 22. Februar
Israels Ministerpräsident Netanjahu legte seinem Sicherheitskabinett einen Plan für die künftige Verwaltung des Gazastreifens vor. Laut der Times of Israel soll dort das israelische Militär für die Sicherheit verantwortlich sein, und auf palästinensischer Seite solle eine Pufferzone eingerichtet werden. Mit der Verwaltung des Gazastreifens wolle man „lokale Beamte mit fachlicher Erfahrung“ ohne Verbindungen zu Terrorunterstützern beauftragen. Der Plan stehe im Widerspruch zu den Wünschen der USA – diese seien gegen eine Reduzierung des palästinensischen Gebiets durch eine Pufferzone und hatten geäußert, dass die Palästinensische Autonomiebehörde auch in Gaza die Kontrolle übernehmen solle.
Zwei Raketen der Huthis trafen im Roten Meer das Frachtschiff Islander. Es kam zu einem Feuer, ein Besatzungsmitglied wurde leicht verletzt. Flugzeuge der USA und Großbritanniens griffen 18 Ziele im Jemen an. Dabei sollen unterirdische Waffenlager, Raketenlager, Drohnen, Luftabwehrsysteme und ein Hubschrauber getroffen worden sein.

### 23. Februar
Das Zentralkommando des US-Militärs teilte mit, dass der am 18. Februar von der Huthi-Miliz attackierte Frachter Rubymar sinken könnte. Das im Golf von Aden ankernde Schiff laufe mit Wasser voll und verliere Öl. Es habe sich ein 29 Kilometer langer Ölteppich gebildet. Außerdem könnten die geladenen 41.000 Tonnen Dünger ins Meer gelangen und schwere Umweltschäden verursachen.

### 25. Februar
US-Luftwaffensoldat Aaron Bushnell zündete sich vor der israelischen Botschaft in Washington an. „Ich werde nicht länger Komplize an einem Genozid sein“, erklärte er während des von ihm live im Internet gestreamten Vorfalls. Dann übergoss er sich mit einer Flüssigkeit, steckte sich in Brand und rief „Freiheit für Palästina“. Er starb wenige Stunden später im Krankenhaus.

### 26. Februar
Das israelische Militär meldete, es habe einen 10 Kilometer langen Tunnel im Gazastreifen entdeckt, der Teile des zentralen Gazastreifens mit der Stadt Gaza im Norden verbinde. Er verlaufe zwischen Positionen in der Nähe des Türkischen Spitals im Zentrum des Gazastreifens und der Israa-Universität in Gaza-Stadt.

### 27. Februar
Das US-amerikanische Nachrichtenportal Axios berichtete, dass die israelische Regierung auf Forderung des US-Präsidenten Joe Biden bis Mitte März 2024 schriftlich garantieren müsse, dass Israel sich an das internationale Recht halte, wenn es US-amerikanische Waffen im Gazakrieg einsetze. Außerdem müsse sich Israel schriftlich verpflichten, humanitäre Hilfe nach Gaza zu lassen. Dieses nun eingeforderte Garantieschreiben sei Teil eines neuen Nationalen Sicherheitsmemorandums der USA, das grundsätzlich jeden Staat, der von den USA Waffen erhalte, zwingen solle, diese Verpflichtungen zu erfüllen.
Am Abend schoss die Fregatte Hessen zwei feindliche Drohnen ab.

### 29. Februar
Bei der Verteilung von Hilfsgütern starben nach israelischen Militärangaben mindestens 24, nach Angaben der Hamas 104 Menschen. Mehrere israelische Medien berichteten unter Berufung auf israelische Armeekreise, von israelischen Soldaten begleitete Lastwagen (laut Times of Israel 30 Lastwagen) mit Hilfsgütern seien in Gaza-Stadt in Gefahr gewesen, von tausenden Palästinensern überrannt zu werden. Daher habe das israelische Militär das Feuer eröffnet, um die israelischen Soldaten nicht zu gefährden. Die israelischen Soldaten hätten den Auftrag gehabt, das Einfahren der Lastwagen zu koordinieren. Das israelische Militär habe zunächst Warnschüsse in die Luft abgegeben und auf die Beine derjenigen gefeuert, die sich den Soldaten trotzdem genähert hätten. Augenzeugen gaben gegenüber der Associated Press an, es habe Schüsse gegeben, als sich Menschen Mehl und Konservendosen aus Lastwagen holten. Die israelische Armee behauptete laut mehreren israelischen Medien, dass bewaffnete Palästinenser auf einige der Lastwagen geschossen hätten. Die Israelischen Verteidigungsstreitkräfte (IDF) selbst behaupteten in einer offiziellen Erklärung zu dem Vorfall, dass die 24 Menschen durch einen Massenandrang getötet worden seien. Die IDF bestätigen jedoch gegenüber der Haaretz, dass israelische Soldaten in eine Menschenmenge geschossen hätten. Die Hamas behauptete, dass das israelische Militär bei dem Vorfall 104 Menschen getötet und 760 Menschen verletzt habe. Die BBC berichtete, laut einem palästinensischen Augenzeugenbericht seien die meisten Todesopfer dadurch verursacht worden, dass die von einer Menschenmenge umgebenen Lastwagen in dem Chaos nach den Schüssen versucht hätten, wieder anzufahren; dabei seien viele Menschen unter die Räder gekommen. Der Direktor des Al-Awda-Krankenhauses im Norden des Gazastreifens sagte gegenüber Associated Press, von den 176 Verwundeten, die in seinem Krankenhaus eingetroffen seien, hätten 142 Schusswunden gehabt. Der Direktor des Kamal-Adwan-Krankenhauses berichtete laut Washington Post, die Mehrheit der Verwundeten in seinem Krankenhaus hätten Schusswunden im Oberkörper, viele der Toten hätten Kopf-, Hals- oder Brustschusswunden; ein UNO-Team, das das Al-Schifa-Krankenhaus besuchte, sprach ebenfalls von „einer großen Menge von Schussverletzungen“ unter den 200 dort behandelten Verletzten.
Der Tod zahlreicher Menschen fand große Aufmerksamkeit in der internationalen Politik. Joe Biden sah einen „tragischen und alarmierenden Vorfall.“ Emmanuel Macron äußerte auf X „Ich bringe meine entschiedene Ablehnung gegenüber diesen Schüssen zum Ausdruck und fordere Wahrheit, Gerechtigkeit und die Einhaltung des Völkerrechts.“ Der EU-Außenbeauftragte Josep Borrell schrieb auf X „Ich bin entsetzt über die Nachrichten über ein weiteres Blutbad unter Zivilisten in Gaza, die verzweifelt humanitäre Hilfe brauchen.“ Ursula von der Leyen forderte „Es müssen alle Anstrengungen unternommen werden, um die Geschehnisse zu untersuchen und für Transparenz zu sorgen“ und „Wir stehen an der Seite der Zivilbevölkerung und drängen auf ihren Schutz im Einklang mit dem Völkerrecht.“ Annalena Baerbock äußerte „Menschen wollten Hilfsgüter für sich und ihre Familien und fanden den Tod. Die Berichte aus Gaza erschüttern mich.“ Mao Ning Außenamtssprecherin Chinas forderte, sofort das Feuer einzustellen und den Krieg zu beenden. Die jordanische Luftwaffe warf von drei Flugzeugen Hilfsgüter per Fallschirm über dem Gazastreifen ab. Eine Resolution des Sicherheitsrates der Vereinten Nationen, die Israel für den Vorfall verantwortlich machte, wurde laut Associated Press in einer Dringlichkeitssitzung von 14 der 15 Mitgliedsstaaten unterstützt, scheiterte aber am Veto der USA. „Wir haben noch nicht alle Fakten – das ist das Problem“, sagte der stellvertretende amerikanische UN-Botschafter Robert Wood.
Die offizielle Anzahl der Todesopfer seit Kriegsbeginn im Gazastreifen überstieg laut Angaben des von der Hamas kontrollierten Gesundheitsministeriums 30.000 oder 1,3 Prozent der Gesamtbevölkerung von 2,3 Millionen. Die meisten Toten seien Frauen und Kinder. Die Zahlen des Gesundheitsministeriums unterschieden nicht zwischen Kämpfern und Zivilisten. Die BBC berichtete, die wahre Zahl der Todesopfer sei wahrscheinlich noch viel höher, da die Zahlen des Gesundheitsministeriums all die nicht erfassten, die noch unter den Trümmern begraben lägen – das seien Tausende – oder es aus einem anderen Grund nicht in ein Krankenhaus geschafft hätten.

## März 2024

### 1. März
Nicaragua verklagte Deutschland vor dem Internationalen Gerichtshof; wegen seiner politischen, finanziellen und militärischen Unterstützung für Israel leiste Deutschland Beihilfe zu einem Völkermord im Gazastreifen.
US-Präsident Joe Biden kündigte wegen der katastrophalen humanitären Lage im Gazastreifen an, Hilfsgüter über dem Küstenstreifen abwerfen zu lassen.
Der unter der Flagge von Belize fahrende und mit Düngemittel beladene Frachter Rubymar sank in der Nacht im Roten Meer. Der Frachter war auf dem Weg von Ras Al Khair in Saudi-Arabien nach Warna in Bulgarien gewesen und wurde vor knapp zwei Wochen bei einem Huthi-Raketenangriff vor der jemenitischen Küste getroffen. Die Ladung von rund 21.000 Tonnen Ammoniumphosphat-Sulfat stellt eine erhebliche Gefahr für das marine Ökosystem dar; das gesunkene Schiffswrack gefährdet überdies die vielgenutzte Schifffahrtsroute.

### 2. März
Nach Angaben des von der Hamas kontrollierten Gesundheitsministeriums wurden in der Nähe des emiratischen Entbindungskrankenhauses in Rafah bei einem israelischen Angriff auf Zelte, in denen vertriebene Zivilisten untergebracht waren, 11 Menschen getötet – darunter Kinder und ein Sanitäter – und etwa 50 weitere Menschen verwundet. Die israelische Armee erklärte, sie habe in der Nähe des Krankenhauses einen „Präzisionsschlag“ durchgeführt, der auf Kämpfer der Gruppe Islamischer Dschihad abgezielt und das Krankenhaus nicht beschädigt habe. Der Chef der Weltgesundheitsorganisation (WHO), Tedros Adhanom Ghebreyesus, bezeichnete die Berichte, dass Flüchtlinge beschossen worden seien, auf der Social-Media-Plattform X als „entsetzlich und unfassbar“. Er sagte, Gesundheitspersonal und Zivilisten müssten stets geschützt werden, und rief zu einer Waffenruhe auf.

### 3. März
Der moderate israelische Politiker Benny Gantz, Mitglied des israelischen Kriegskabinetts, flog für Gespräche nach Washington, laut Associated Press gegen den ausdrücklichen Willen von Premierminister Netanjahu. Dies sei ein Zeichen wachsender Spannungen im israelischen Kriegskabinett.
Eine Hamas-Delegation traf zu Gesprächen in Kairo über eine Waffenruhe ein. Die USA erklärten, ein Rahmenabkommen liege bereits „auf dem Tisch“ und sei von Israel gebilligt worden; man warte nur noch auf die Zustimmung der Hamas. Die Konfliktparteien selbst bestätigten dies nicht. Die USA erhofften sich eine sechswöchige Kampfpause, während deren die noch lebenden israelischen Geiseln gegen Hunderte inhaftierter Palästinenser ausgetauscht würden.
In einer Mahnung an Israel forderte US-Vizepräsidentin Kamala Harris eine Verbesserung der humanitären Situation in Gaza und sagte: „Die Menschen in Gaza hungern. Die Bedingungen sind unmenschlich und unsere gemeinsame Menschlichkeit zwingt uns zum Handeln“. Die israelische Regierung müsse weitere Grenzübergänge öffnen, anstatt den Hilfslieferungen „unnötige Beschränkungen“ aufzulegen. Es gebe „keine Ausreden“. Harris forderte auch die Hamas dazu auf, dem in Kairo diskutierten Abkommen zur Geiselfreilassung zuzustimmen. Es sei eine sofortige Waffenruhe notwendig.

### 4. März
Die UN-Sonderbeauftragte für sexuelle Gewalt in Konflikten berichtete, es gebe „klare und überzeugende Informationen“, dass einige der von der Hamas als Geiseln gehaltenen Frauen und Kinder vergewaltigt und sexualisierter Folter ausgesetzt worden seien und dass es gute Gründe für die Annahme gebe, dass solche Misshandlungen andauerten. Sie bestätigte außerdem die Stichhaltigkeit der Indizien, dass es am 7. Oktober an mehreren Orten zu Vergewaltigungen und Gruppenvergewaltigungen israelischer Frauen gekommen sei. Weiterhin führt der Bericht auf, dass es im von Israel besetzten Westjordanland zu Formen sexueller Gewalt gegenüber Palästinenserinnen und Palästinensern gekommen sei (Chapter IV und V).
Im Golf von Aden wurde das Containerschiff MSC Sky II von mindestens einer von Huthi-Milizen abgefeuerten Rakete getroffen. Bei dem Angriff kam es nur zu Sachschäden, das Schiff konnte seine Fahrt fortsetzen.

### 6. März
Bei einem Huthi-Angriff auf den unter der Flagge von Barbados fahrenden Massengutfrachter True Confidence im Golf von Aden kamen drei Besatzungsmitglieder ums Leben, mindestens vier weitere wurden zum Teil schwer verletzt. Die indische Marine brachte 21 Besatzungsmitglieder in Sicherheit.

### 7. März
Die Vereinigten Staaten ließen verlauten, ihr Militär werde im Rahmen einer „Notfallmission“ einen schwimmenden Pier an der Küste des Gazastreifens bauen. Dieser werde es ermöglichen, auf dem Seeweg Hunderte von Lkw-Ladungen zusätzlicher Hilfsgüter zu den Menschen im Gazastreifen zu bringen, die am Rande des Hungertodes stünden. Verschiedene Länder seien an dem Projekt beteiligt; ob Israel dazugehörte, war unklar.
Die Unterhändler der Hamas verließen Kairo, ohne dass bei den Gesprächen über eine Waffenruhe sowie die Freilassung israelischer Geiseln und inhaftierter Palästinenser eine Einigung erzielt wurde.

### 8. März
EU-Kommissionspräsidentin Ursula von der Leyen kündigte an, ein gemeinsamer Pilotversuch von USA, EU und der VAR werde womöglich ab dem Wochenende von Zypern aus einen maritimen Hilfskorridor zum Gazastreifen eröffnen.
Rettungsdienste in Gaza meldeten, beim Abwurf von Hilfsgütern seien wegen eines defekten Fallschirms fünf Menschen am Boden ums Leben gekommen und weitere verletzt worden.
Der UN-Menschenrechtsbeauftragte Volker Türk berichtete von verschärfter israelischer Gewalt gegen Palästinenser im Westjordanland. Seit dem 7. Oktober seien dort über 400 Palästinenser von Siedlern und Sicherheitskräften getötet worden. Die UN-Sonderberichterstatterin zu Folter, Alice Jill Edwards, berichtete, sie untersuche Vorwürfe betreffend Folter und Misshandlung von palästinensischen Gefangenen in Israel.
Die USA, Großbritannien und Frankreich beantragten eine Dringlichkeitssitzung des Sicherheitsrats der Vereinten Nationen zur sexualisierten Gewalt während des Terrorangriffs am 7. Oktober 2023, auch wegen Befürchtungen, die israelischen Geiseln der Hamas könnten weiterhin sexualisierter Folter ausgesetzt sein. Dies erfordere einen Aufruf zu ihrer sofortigen Freilassung.

### 11. März
Ministerpräsident Benjamin Netanyahu äußerte in einem Interview mit Bild, Welt TV und Politico, Israel habe die stillschweigende Unterstützung auch arabischer Staaten für eine vollständige Vernichtung der Hamas. Das merke er, wenn er mit Führungspersönlichkeiten, auch mit arabischen, in der Region spreche. In dem Bild-Vorabbericht hieß es zudem, dass laut Andeutungen Netanjahus einige dieser Staaten eine israelische Bodenoffensive gegen Rafah im Süden von Gaza unterstützten: »Sie verstehen, dass die Hamas Teil der iranischen Terrorachse ist, die sie ebenso bedroht wie uns.«
Von israelischen Soldaten aufgenommene Videos belegen laut Tagesschau einen zum Teil menschenverachtenden Umgang mit Palästinensern. Die israelische Armee bewertete die Inhalte der Videos als Einzelfälle.

### 12. März
Die Europäische Kommission aktivierte das Katastrophenschutzverfahren der Europäischen Union, um den Menschen im Gazastreifen mehr Hilfe zu bringen. Kommissionspräsidentin Ursula von der Leyen sagte, die Lage vor Ort sei dramatischer denn je und habe nun einen Kipppunkt erreicht. Sie forderte eine Feuerpause. Nur so könne ausreichend humanitäre Hilfe nach Gaza kommen. Udo Bullmann, der Vorsitzende des Menschenrechtsausschusses im EU-Parlament, sagte: »Die Situation vor Ort ist katastrophal. Die Menschen sind täglich vom Hungertod bedroht, es gibt kaum Wasser oder medizinische Versorgung.«
Die BBC berichtete nach wochenlangen Recherchen und Faktenprüfungen, Mediziner des Nasser-Krankenhauses in Chan Yunis seien angeblich von israelischen Soldaten mit Stöcken, Schläuchen, Gewehrkolben und Fäusten geschlagen und gedemütigt worden. Andere Mitarbeiter des Krankenhauses sagten, sie seien bis auf Unterhosen unbekleidet nach Israel transportiert worden, hätten stundenlang in unbequemen Positionen verharren müssen und seien mit kaltem Wasser übergossen worden. Die israelische Armee ließ verlauten, die dargelegten Behauptungen seien ihr nicht bekannt. Inhaftierte Personen würden im Einklang mit dem Völkerrecht behandelt.
Das Auswärtige Amt organisierte die Evakuierung von ca. 95 Einwohnern eines SOS-Kinderdorfs aus Rafah nach Bethlehem.

### 14. März
Chuck Schumer, demokratischer Mehrheitsführer im US-Senat und ranghöchster Politiker jüdischen Glaubens in den USA, forderte angesichts der Lage im Gaza-Krieg Neuwahlen in Israel. Der israelische Ministerpräsident Netanjahu sei „nur zu bereit, die hohen Zahlen ziviler Opfer im Gazastreifen zu tolerieren“. Israel drohe wegen der Politik von Netanjahu, der sich mit rechtsextremen Politikern umgeben habe, zu einem internationalen Paria zu werden.
Netanjahu kündigte an, die israelische Armee werde trotz aller internationalen Kritik in die Stadt Rafah vordringen. Er wolle die Zerstörung der Hamas-Bataillone zu Ende führen und werde sich dem internationalen Druck nicht beugen. Ziel sei ein „totaler Sieg für das israelische Volk und den Staat Israel“.
In Tel Aviv forderten bei Protesten Tausende die Einberufung ultraorthodoxer Juden, die von der Wehrpflicht in Israel befreit sind.
Die Hamas unterbreitete Vermittlern und den USA einen Vorschlag für einen Waffenstillstand. Dieser sah die Freilassung israelischer Geiseln im Gegenzug für die Freilassung palästinensischen Gefangenen vor. Die Freilassung israelischer Geiseln werde in einem ersten Schritt Frauen einschließlich Rekrutinnen, Kinder, ältere und kranke Personen einschließen, im Gegenzug sollten 700 bis 1.000 palästinensischen Gefangenen, darunter 100 mit lebenslänglichen Haftstrafen, freigelassen werden. Das Büro des israelischen Premierministers Netanjahu erklärte, der Vorschlag basiere immer noch auf „unrealistischen Forderungen“.

### 15. März
UNICEF meldete, basierend auf im Februar gesammelten Daten, 31 Prozent aller Kinder unter zwei Jahren im Norden Gazas seien akut mangelernährt; der Prozentsatz habe sich seit Januar etwa verdoppelt. 4,5 Prozent der Kinder in Notunterkünften und Gesundheitszentren litten an „schwerer akuter Mangelernährung“. Diese Form der Mangelernährung sei lebensbedrohlich und erfordere sofortige medizinische Hilfe, die vor Ort aber nicht verfügbar sei. In Chan Yunis im Süden Gazas seien 28 Prozent der Kinder unter zwei Jahren akut mangelernährt, in Rafah an der ägyptischen Grenze seien es Ende Februar 10 Prozent gewesen.
Das Schiff Open Arms erreichte Gaza mit 200 Tonnen Lebensmitteln.
Australien kündigte an, das UNRWA wieder finanziell zu unterstützen. „Die beste derzeit verfügbare Empfehlung von Behörden und den Anwälten der australischen Regierung lautet, dass das UNRWA keine terroristische Organisation ist“, teilte die australische Außenministerin Penny Wong mit. Zahlreiche Länder hatten die Gelder für das Hilfswerk eingefroren, nachdem gegen einige Mitarbeiter Vorwürfe erhoben worden waren, sie seien in die Angriffe der Terrormiliz Hamas am 7. Oktober des vergangenen Jahres verwickelt gewesen.
Länder in Afrika meldeten eingeschränkte Internetkapazitäten, zum Teil auch wegen unterbrochener Unterseekabel im Roten Meer. Es wurde vermutet, der Anker des nach einem Huthi-Angriff untergegangenen Schiffs Rubymar könnte Kabel durchtrennt haben.
Der Anführer der von Iran unterstützten Huthi-Miliz, Abdel-Malik al-Huthi, drohte in einer Fernsehansprache des Huthi-Senders al-Masirah, neben der Seeroute durch das Rote Meer künftig auch Schiffe im Indischen Ozean und auf dem Weg um den afrikanischen Kontinent anzugreifen. Damit waren weitere Einschränkungen im weltweiten Handel zu befürchten; wegen der Angriffe auf Schiffe im Roten Meer hatten bereits mehrere Reedereien längere Ausweich-Routen für den Transport von Waren gewählt, die auch durch den Indischen Ozean führten.

### 16. März
Die Hamas kritisierte die Ernennung des langjährigen Wirtschaftsberaters Mohammad Mustafa zum neuen Ministerpräsidenten der Palästinensischen Autonomiebehörde durch Präsident Mahmud Abbas. Die Entscheidung sei getroffen worden, ohne sie zu konsultieren, obwohl sie kürzlich an einem Treffen in Moskau teilgenommen habe, bei dem auch die Fatah-Bewegung von Abbas zugegen gewesen sei. Die Fatah-Bewegung wies die Kritik der Hamas zurück und entgegnete, die Hamas habe mit ihrem Angriff auf Israel vom 7. Oktober eine Rückkehr der israelischen Besatzung des Gazastreifens verursacht. Dies habe zu einer „schlimmeren und grausameren Katastrophe“ geführt als die Nakba im Jahr 1948. Es sei die Führung der Hamas, die von der Realität und den Palästinensern abgekoppelt sei, erklärte die Fatah.
Die Bundeswehr warf aus etwa 1000 Meter Höhe von einer Lockheed C-130 Hercules per Fallschirmen vier Paletten Reis und Mehl über dem Norden des Gazas ab; sie hatte dazu zwei C-130-Transportflugzeuge nach Jordanien verlegt.

### 17. März
Die Bundeswehr warf beim zweiten Einsatz über Gaza 4,4 Tonnen Hilfsgüter auf vier Paletten an Fallschirmen ab. Neben Deutschland warfen auch weitere Länder wie Jordanien, USA und Frankreich Hilfsgüter ab.
Bundeskanzler Olaf Scholz forderte bei einem Besuch in Israel mehr humanitäre Hilfe für Gaza. „Wir können nicht zusehen, wie Palästinenser den Hungertod riskieren“, sagte er in Jerusalem während eines gemeinsamen Presseauftritts mit Ministerpräsident Benjamin Netanjahu. Je höher die Zahl der zivilen Opfer steige, desto verzweifelter werde die Situation der Menschen in Gaza, sagte Scholz. „Egal, wie wichtig das Ziel auch sein mag, kann es so schrecklich hohe Kosten rechtfertigen oder gibt es andere Wege, dieses Ziel zu erreichen?“, fragte er.

### 18. März
Im Norden des Gazastreifens kam es erneut zu Kämpfen um das Al-Schifa-Krankenhaus. Die israelischen Streitkräfte meldeten, sie hätten 20 Kämpfer getötet, darunter sei auch ein ranghoher Hamas-Kommandeur gewesen.
UN-Organisationen berichteten, 677.000 Menschen in Gaza litten unter „katastrophalem Hunger“, der obersten Warnstufe. Diese Zahl könne innerhalb von Wochen auf eine Million steigen. UN-Nothilfekoordinator Jamie McGoldrick sagte, alle Grenzübergänge müssten für Hilfslieferungen geöffnet werden, nur so könne eine Katastrophe abgewendet werden. Schiffslieferungen und Abwürfe von Hilfsgütern aus der Luft seien „PR-Aktionen“ ohne echte Wirkung.
Der EU-Außenbeauftragte Josep Borrell warf Israel vor, Hunger als Kriegswaffe einzusetzen und zu diesem Zweck humanitäre Hilfslieferungen an Gaza zu hindern. Die Hungersnot in Gaza sei vollständig menschengemacht.

### 19. März
US-Außenminister Antony Blinken erklärte: „Einhundert Prozent der Bevölkerung in Gaza sind von akuter Ernährungsunsicherheit betroffen.“ Dies sei das erste Mal, dass eine ganze Bevölkerung so eingestuft worden sei. Er kündigte an, ein von den USA erstellter Resolutionsentwurf für den Sicherheitsrat der Vereinten Nationen werde einen „sofortigen Waffenstillstand in Verbindung mit der Freilassung der Geiseln“ fordern.
Der Chef des in die Kritik geratenen UN-Hilfswerks UNRWA Philippe Lazzarini äußerte, er hoffe auf zeitnahe Klärung der Vorwürfe gegen die Organisation. „Es gibt zwei Untersuchungen, eine vom UN-Büro für interne Aufsicht und eine weitere externe Kommission unter der Leitung der ehemaligen französischen Außenministerin Catherine Colonna“, sagte er der Süddeutschen Zeitung, er hoffe, dass es Ende April die ersten Ergebnisse gebe.
Die israelische Armee teilte mit, weiter im Schifa-Krankenhaus gegen die Hamas vorzugehen. Die Soldaten hätten dort Terroristen bei Gefechten aus nächster Nähe ausgeschaltet und Waffen gefunden, hieß es. Unter den Toten sei auch ein ranghoher Hamas-Funktionär, der sich in der Klinik verschanzt habe. Aus Palästinenserkreisen hieß es, der Tote sei ein Kommandeur der von der Hamas kontrollierten Polizeitruppe im Gazastreifen und dort verantwortlich für den Schutz von Fahrzeugkonvois.
Der israelische Premierminister Benjamin Netanyahu hielt trotz starker Bedenken auch der USA an der geplanten Bodenoffensive in Rafah fest. Er sagte vor einem Ausschuss der Knesset, er werde zunächst abwarten und sich „aus Respekt vor“ US-Präsident Joe Biden amerikanische Vorschläge zum Schutz der Zivilbevölkerung anhören, ehe er den Angriffsbefehl erteile, doch er sehe keine Alternative zur Bodenoffensive, wenn Israel sein Ziel der Zerstörung der verbliebenen Hamas-Einheiten in Rafah erreichen wolle. „Wir haben eine Debatte mit den Amerikanern über die Notwendigkeit, in Rafah einzudringen, nicht über die Notwendigkeit, die Hamas zu eliminieren“, betonte Netanyahu. „Wir sind entschlossen, die Eliminierung dieser Bataillone in Rafah zu vollenden, und es gibt keinen anderen Weg, dies zu tun ohne ein Eindringen zu Land.“
Ärzte aus den USA, England und Frankreich, die in den letzten Monaten an humanitären Missionen in Gaza beteiligt waren, beschuldigten die israelischen Streitkräfte, systematisch das gesamte dortige Gesundheitssystem zu demontieren. Professor Nick Maynard, ehemaliger Direktor für Krebsmedizin an der Universität Oxford, sagte, wenn es nur um die Hamas ginge, würden die israelischen Streitkräfte nicht vorsätzlich medizinische Infrastrukturelemente wie Sauerstofftanks und CT-Scanner zerstören. Er sei Zeuge der wahllosen Tötung zahlloser unschuldiger Zivilisten gewesen und habe zwei Wochen lang ununterbrochen operiert, viel mehr Frauen als Männer. Dabei habe er schreckliche Verbrennungen und Amputationen bei Kindern gesehen. Von 36 Krankenhäusern in Gaza waren laut UNO nur noch ein Dutzend teilweise funktionsfähig, der Rest zerstört.
Durch Jake Sullivan, den Nationale Sicherheitsberater von US-Präsident Joe Biden, wurde bei einem Pressebriefing bestätigt, dass eine Woche vorher Marwan Issa bei einem israelischen Luftangriff getötet worden war. Dieser galt bis dahin als Nummer drei in der Hamas-Hierarchie und soll die Massaker vom 7. Oktober mitgeplant haben; er war der stellvertretende Kommandeur der Kassam-Brigaden, des militärischen Arms der Terrororganisation.

### 20. März
Das israelische Militär meldete, es habe bei seinem am Montagmorgen begonnenen Angriff auf das Al-Schifa-Krankenhaus bislang rund 90 bewaffnete Kämpfer getötet und 160 weitere festgenommen, ohne dabei Zivilisten, Patienten, medizinischen Teams und medizinischen Geräten Schaden zuzufügen. Man habe ferner Waffen im Krankenhausbereich ausfindig gemacht. Das Militär veröffentlichte auch die Namen und Fotos von zwei bei der Operation getöteten israelischen Soldaten. Ismail Al-Thawabta, Leiter des Medienbüros der Hamas-Regierung im Gazastreifen, sagte, alle Getöteten seien verwundete Patienten und Vertriebene im Krankenhaus gewesen. Das israelische Militär verbreite Lügen und Täuschungen, um seine andauernden und völkerrechtswidrigen Verbrechen zu rechtfertigen. Keiner der beiden Berichte ließ sich laut Reuters verifizieren.
Das Militär und der Inlandsgeheimdienst gaben bekannt, Anfang der Woche bei einem Luftangriff in Rafah drei hochrangige Mitglieder der Hamas getötet zu haben, ein weiterer Kommandeur sei verwundet worden. Sie seien sowohl für die Ordnung im Gazastreifen, als auch für die Koordinierung des militärischen Flügels zuständig gewesen.
Bei einem israelischen Luftangriff auf ein Fahrzeug in Dschenin im Westjordanland wurden drei Terrorverdächtige, darunter zwei Mitglieder des Islamischen Dschihad getötet, eine weitere Person wurde verletzt.
Die kanadische Regierung ließ verlauten, sie wolle keine Waffen mehr an Israel liefern. Hintergrund der Entscheidung sei der Krieg in Gaza.

### 21. März
Über Nacht erfolgte ein weiterer Luftangriff im Flüchtlingslager Nur Shams im Westjordanland, bei dem laut Militär zwei Bewaffnete getötet wurden.
Im Roten Meer schoss ein Bordhubschrauber der Fregatte Hessen eine Überwasserdrohne ab und vereitelte so einen Huthi-Angriff auf einen zivilen Schleppverband.
Der britische Außenminister David Cameron erklärte, es sei enorm frustrierend, dass britische Hilfslieferungen für Gaza immer wieder auf israelische Genehmigungen warten müssten. Ihm sei bekannt, dass einige vom Vereinigten Königreich finanzierte Hilfsgüter seit knapp drei Wochen an der Grenze festsäßen. „Die größten Hindernisse sind nach wie vor die willkürliche Verweigerung von Genehmigungen durch die israelische Regierung und langwierige Abfertigungsverfahren, einschließlich mehrfacher Kontrollen und stark begrenzter Zeitfenster während der Tagesstunden.“ Cameron widersprach damit ausdrücklich dem inzwischen suspendierten israelischen Pressesprecher Eylon Levy, der in einem seitdem gelöschten Tweet behauptet hatte, Israel lege den Hilfslieferungen keinerlei Beschränkungen auf. Levy hatte ferner gesagt, der Grenzübergang Kerem Shalom sei nur auf Bitten der UNO samstags geschlossen. Auch dem widersprach Cameron entschieden. Die UNO habe keine solche Bitte gestellt. „Wir gehen davon aus, dass Israel den Übergang wegen des Sabbats schließt.“
Der Chef der Weltgesundheitsorganisation Tedros Adhanom Ghebreyesus warnte, die Zukunft einer ganzen Generation sei „in ernsthafter Gefahr“ in Gaza. Kinder stürben an den Folgen von Unterernährung und Krankheiten, die durch Mangel an Wasser und sanitären Einrichtungen verursacht seien.
In einer gemeinsamen Erklärung forderten die Staats- und Regierungschefs der 27 EU-Länder eine „sofortige humanitäre Waffenruhe“, die zu einem „dauerhaften Waffenstillstand“ führen solle, sowie die bedingungslose Freilassung der israelischen Geiseln. Die Gipfelteilnehmer beklagten die „katastrophale humanitäre Lage in Gaza und ihre unverhältnismäßigen Auswirkungen auf die Zivilbevölkerung“ und die „Hungersnot, die durch die unzureichende Zufuhr von Hilfsgütern nach Gaza verursacht wird“. Israel wurde aufgefordert, die geplante Offensive in Rafah, zu diesem Zeitpunkt Aufenthaltsort von über einer Million palästinensischer Flüchtlinge, nicht fortzusetzen. Außerdem solle Israel dem Grundsatzurteil des Internationalen Gerichtshofs vom Januar nachkommen, das die israelische Regierung zur Ergreifung von Maßnahmen verpflichtete, die einen Völkermord in Gaza verhindern würden. Die Staats- und Regierungschefs erklärten, sie seien „entsetzt“ und „zutiefst besorgt“ über die Lage im Gazastreifen und forderten die Öffnung zusätzlicher Grenzübergänge, um lebensrettende Hilfslieferungen zu ermöglichen.

### 22. März
Das Vereinigte Königreich und Australien forderten in einer gemeinsamen Erklärung die „sofortige Einstellung der Kampfhandlungen“ im Gazastreifen.
Der Sicherheitsrat der Vereinten Nationen stimmte über einen von den USA eingebrachten Resolutionsentwurf ab. Der Text stellte „die Notwendigkeit einer sofortigen und dauerhaften Waffenruhe“ fest und sprach von der Unterstützung laufender internationaler Bemühungen, „eine solche Waffenruhe in Verbindung mit der Freilassung aller verbliebenen Geiseln zu erreichen“. Weitere Punkte waren, dass es keine Vertreibung von Zivilisten geben dürfe und man die „systematische Zerstörung ziviler Infrastruktur“ ablehne. Der Sicherheitsrat bekräftige mit der Resolution auch den Plan, eine Zweistaatenlösung anzustreben, „mit dem Gazastreifen als Teil eines palästinensischen Staats“, und äußerte Besorgnis, eine Bodenoffensive in Rafah würde „zu weiterem Schaden für die Zivilbevölkerung und ihrer weiteren Vertreibung, möglicherweise in die Nachbarländer, führen und ernsthafte Auswirkungen auf den regionalen Frieden und die Sicherheit haben“. Der Entwurf scheiterte am Veto Russlands und Chinas. Insgesamt stimmten elf Mitglieder des Sicherheitsrates für den Entwurf und drei (Russland, China und Algerien) dagegen, mit einer Enthaltung (Guyana). Die US-Botschafterin warf Russland nach der Abstimmung vor, lieber Politik zu spielen als Fortschritte zu erzielen. Die Botschafterin des Vereinigten Königreichs äußerte, sie sei „tief enttäuscht“ vom Veto Russlands und Chinas. Der russische UN-Botschafter sagte, der Entwurf der USA sei ein „heuchlerisches Spektakel“ gewesen. Russland und China hatten vorher schon ihre Meinung deutlich gemacht, dass es höchste Zeit sei, einen sofortigen und bedingungslosen Waffenstillstand zu fordern, um das Leiden der palästinensischen Zivilbevölkerung zu beenden.
Ein besonders strittiger Punkt war die ungewöhnliche Formulierung in dem Resolutionsentwurf der USA. Darin hieß es, der Sicherheitsrat „stellt die Notwendigkeit einer sofortigen und dauerhaften Waffenruhe fest“; der Wortlaut enthielt keine direkte „Forderung“ oder „Aufforderung“ zur Einstellung der Feindseligkeiten. Der Text implizierte auch, dass die Waffenruhe erst nach Freilassung aller Geiseln erfolgen würde; damit, so Kritiker, wären Hunderttausende unschuldiger palästinensischer Zivilisten fortgesetzten israelischen Angriffen ausgesetzt, bis die Hamas und Israel eine Einigung erzielt hätten. „Entgegen Medienberichten wird in dieser Resolution nicht zu einem sofortigen Waffenstillstand aufgerufen“, sagte die Botschafterin Guyanas. Zudem sei Israel in dem gesamten, über 2.000 Worte langen Text nur einmal ganz gegen Ende, im 40. Absatz, erwähnt worden. Ein weiterer Kritikpunkt war, dass der zur Abstimmung vorgelegte Wortlaut keine eindeutige Opposition zu einer Bodenoffensive in Rafah mehr enthielt. Ursprünglich hieß es in dem Entwurf, eine solche Bodenoffensive „sollte unter den derzeitigen Umständen nicht stattfinden“. Der chinesische Botschafter sagte, dieser Rückzieher der USA „würde ein völlig falsches Signal senden und schwere Folgen nach sich ziehen“.
Emmanuel Macron sagte, Frankreich werde nun einen eigenen Resolutionsentwurf erstellen. Der Sicherheitsrat müsse einen sofortigen Waffenstillstand und humanitären Zugang fordern. Für den 23. März wurde außerdem eine Abstimmung zu einem neuen von Algerien, Malta, Mosambik, Guyana, Slowenien, Sierra Leone und der Schweiz erstellten Resolutionsentwurf angekündigt. Dieser würde die dringende Notwendigkeit betonen, den Fluss der humanitären Hilfe nach Gaza auszuweiten, und eine sofortige Waffenruhe für den Ramadan-Monat sowie die sofortige und bedingungslose Freilassung aller Geiseln fordern. Dieser Entwurf wurde von der US-Botschafterin kritisiert; er unterstütze in dieser Form nicht die aktuellen diplomatischen Bemühungen in Nahost und würde es der Hamas ermöglichen, ein auf dem Tisch liegendes Angebot auszuschlagen. Netanjahu kündigte indes an, Israel werde seine Rafah-Offensive mit oder ohne die Unterstützung der USA starten.
Die israelische Regierung beschlagnahmte 800 Hektar Land im Westjordanland, um – nach internationalem Recht illegale – Siedlungen bzw. Häuser zu bauen. Es war die flächenmäßig größte Beschlagnahmung von Land seit 1993.
Finnland erklärte, es werde seine finanzielle Unterstützung von UNRWA wiederaufnehmen. Auch Australien, Kanada und Schweden hatten in den Tagen zuvor die Wiederaufnahme ihrer UNRWA-Unterstützung angekündigt.
Spanien, Irland und Slowenien erklärten ihre Bereitschaft, Palästina als Staat anzuerkennen. Die Zweistaatenlösung sei „der einzige Weg zu dauerhaftem Frieden und Stabilität in der Region“. Neun der 27 EU-Staaten hatten Palästina bereits zu einem früheren Zeitpunkt in den Grenzen von 1967 (Westjordanland, Gazastreifen und Ostjerusalem) als Staat anerkannt.
Die Forschungsgruppe Wahlen veröffentlichte ein im Auftrag von ZDF und Tagesspiegel erstelltes Politbarometer zum Krieg in Israel und Gaza. Dazu befragte man zwischen dem 19. und 21. März 2024 1.296 Personen, die repräsentativ für die deutsche Wahlbevölkerung seien. 69 Prozent der Befragten hielt „das militärische Vorgehen Israels im Gazastreifen angesichts der vielen zivilen Opfer nicht für gerechtfertigt.“ 18 Prozent hielten es für berechtigt und 13 Prozent äußerten „weiß nicht“. 87 Prozent der Befragten stimmten zu, „dass der Westen mehr Druck auf Israel ausüben sollte, um die Versorgung der Bevölkerung im Gazastreifen mit Lebensmitteln und Medikamenten zu verbessern.“ Sieben Prozent sahen das nicht so.

### 23. März
Die für den 23. März angesetzte Abstimmung im Sicherheitsrat der Vereinten Nationen über einen neuen Resolutionsentwurf mit der Forderung einer Waffenruhe während des Ramadan-Monats wurde auf den 25. März verschoben. Die USA ließen verlauten, dass sie den von den zehn nichtständigen Mitgliedern des Rates erstellten Entwurf wahrscheinlich nicht unterstützen würden.
UN-Generalsekretär Antonio Guterres besuchte den Grenzübergang in Rafah, wo sich laut Aussagen des ägyptischen Regionalgouverneurs etwa 7.000 Lastwagen mit Hilfsgütern wegen der von Israel geforderten Inspektionen stauten. Die lange Warteschlange von Lastwagen mit Hilfsgütern auf der ägyptischen Seite der Grenze, während in Gaza Menschen vom Hungertod bedroht seien, sei ein moralischer Skandal, sagte Guterres. Es sei an der Zeit, dass Israel eine „eiserne Zusage“ für den ungehinderten Zugang zu humanitären Gütern im gesamten Gazastreifen gebe. Guterres forderte zudem einen sofortigen humanitären Waffenstillstand und die Freilassung der israelischen Geiseln.
Das Medienbüro der Hamas-Regierung in Gaza sagte, am Kuwait-Kreisverkehr, einer Verteilerstelle für humanitäre Hilfe, seien 19 Palästinenser getötet und mehrere weitere verletzt worden. Die Opfer hätten am Kuwait-Kreisel auf Hilfslieferungen gewartet and seien dort von Geschossen der israelischen Armee getroffen worden. Israel bestritt dies.
Mehrere Tausend Demonstranten in Tel Aviv forderten den Rücktritt der Netanjahu-Regierung und Neuwahlen. Netanjahu sei mehr an seinem eigenen politischen Überleben interessiert als am Überleben der israelischen Geiseln.
Der US-Kongress verabschiedete ein Budget, das die Aussetzung der US-amerikanischen UNRWA-Finanzierung für ein weiteres Jahr verlängerte.

### 24. März
Israelische Militärfahrzeuge belagerten laut Angaben des palästinensischen Roten Halbmonds das Nasser-Krankenhaus und das Al-Amal-Krankenhaus in Chan Junis. In der Nachbarschaft seien Schüsse und schweres Bombardement zu hören gewesen. Ein freiwilliger Krankenhausmitarbeiter sei von israelischen Streitkräften erschossen worden. Von Drohnen überbrachte Botschaften forderten laut Angaben des Roten Halbmondes, alle Menschen müssten unbekleidet aus dem Al-Amal-Krankenhaus herauskommen. Gleichzeitig versperrten israelische Truppen die Krankenhaustore mit Erdbarrieren. „Alle unsere Teams sind derzeit in extremer Gefahr und können sich nicht bewegen“, sagte der Rote Halbmond.
Philippe Lazzarini, der Leiter des UNO-Hilfswerks UNRWA, teilte mit, die israelischen Streitkräfte hätten ihm zu verstehen gegeben, Israel werde keine weiteren UNRWA-Hilfslieferungen an den Norden des Gazastreifens mehr genehmigen. Lazzarini beschrieb dies als empörend; es stelle eine vorsätzliche Behinderung lebensrettender Hilfe während einer von Menschen verursachten Hungersnot dar. Diese Beschränkungen müssten wieder aufgehoben werden, sagte er auf X, vormals Twitter. Auch Lazzarini persönlich war der Besuch des Gazastreifens von israelischen Behörden verwehrt worden. Der Chef der Weltgesundheitsorganisation Tedros Adhanom Ghebreyesus schloss sich der Position Lazzarinis an und sagte, UNRWA an der Lieferung von Lebensmitteln zu hindern würde bedeuten, verhungernden Menschen ihre Überlebenschance zu verweigern.
Israel gab Medienberichten zufolge bei der Geisel-Frage nach und stimmte teilweise einer Forderung der Hamas zu und erklärte sich bereit, 700 palästinensische Häftlinge im Austausch für 40 israelische Geiseln freizulassen. Bei den Verhandlungen in Doha unter Vermittlung der USA, Katars und Ägyptens hatte angeblich der CIA-Chef William Burns Israels Entscheidung beeinflusst; der ursprüngliche Vorschlag, den Israel akzeptiert hatte, hätte die Freilassung von 400 palästinensischen Strafgefangenen beinhaltet, unter ihnen 25 mit lebenslangen Strafen. Dies war der Hamas nicht weit genug gegangen. Die Hamas verlangte außerdem die Rückkehr von Flüchtlingen in den nördlichen Gazastreifen.

### 25. März
Der Sicherheitsrat der Vereinten Nationen verabschiedete die Resolution 2728, die eine sofortige Waffenruhe in Gaza für alle Parteien im bereits laufenden Fastenmonat Ramadan verlangt. Diese solle zu einer „andauernden tragfähigen Waffenruhe“ führen. Die verabschiedete UN-Resolution war von den zehn nichtständigen Mitgliedern des Sicherheitsrates verfasst und vom UN-Botschafter Mosambiks zur Diskussion und Beschlussfassung im Plenum des Sicherheitsrates eingebracht worden. Die UN-Resolution verlangt nicht nur die sofortige und bedingungslose Freilassung aller Geiseln, sondern betonte auch die Notwendigkeit, die Lieferung von humanitären Hilfsgütern für die notleidende Zivilbevölkerung Gazas auszubauen. Die Russische Föderation hatte vor der Beschlussfassung versucht, den Text der UN-Resolution zu ändern und das in einem früheren Entwurf enthaltene Wort „permanent“ im ersten Absatz wieder einzufügen, doch dieser Versuch schlug fehl. Letztlich stimmten 14 Mitglieder des Sicherheitsrates für die UN-Resolution, während sich die Vereinigten Staaten der Stimme enthielten; die UN-Botschafterin der USA, Linda Thomas-Greenfield, rechtfertigte das Abstimmungsverhalten ihres Staates damit, dass in der UN-Resolution die Terrororganisation Hamas nicht verurteilt werde. Jedoch sei sie ein deutlicher Fortschritt, weshalb die USA sich enthielten, statt wie bei bisherigen Resolutionsentwürfen dieser Art ihr Veto einzulegen. Israels Premierminister Benjamin Netanjahu hatte zuvor gedroht, er werde die geplante Reise einer Delegation nach Washington absagen, falls die USA nicht ihr Veto einlegen würden. Der Sicherheitsrat der Vereinten Nationen hatte zuvor, seit Beginn des Krieges, viermal versucht, sich auf eine Resolution zum Gazakrieg zu einigen. Dreimal war die UN-Resolution am Veto der Vereinigten Staaten gescheitert und einmal an dem Chinas und Russlands.
Benjamin Netanjahu sagte die geplante Entsendung zwei seiner engsten Berater, Ron Dermer und Tzachi Hanegbi, ab und erklärte, die USA hätten, indem sie von ihrem Vetorecht im Sicherheitsrat der Vereinten Nationen bei der Verabschiedung der UN-Resolution keinen Gebrauch gemacht haben, den Kriegsanstrengungen und den Versuchen Israels, die israelischen Geiseln zu befreien, geschadet. In einer von Netanjahus Büro veröffentlichten Erklärung hieß es, die Entscheidung sei „ein klarer Rückzug von der konsequenten Haltung der USA im Sicherheitsrat seit Beginn des Krieges“ und gebe „der Hamas die Hoffnung, dass sie durch internationalen Druck einen Waffenstillstand erreichen kann, ohne unsere Geiseln freizulassen“.
Ein von drei Hilfsorganisationen organisiertes medizinisches Notfallteam, das zwei Wochen lang Operationen und andere Behandlungen im European Gaza Hospital bei Chan Yunis durchgeführt hatte, berichtete, die Situation dort sei „unvorstellbar“. Große offene Wunden blieben unbehandelt, das medizinische Personal sei mit einem chronischen Mangel an grundlegenden medizinischen Artikeln konfrontiert. Es fehle etwa an chirurgischen Mullbinden sowie an Platten und Schrauben zur Fixierung von Knochenbrüchen. Patienten stürben selbst nach erfolgreichen Operationen an Infektionen, allein aufgrund der Unfähigkeit der Krankenhäuser, eine sachgemäße postoperative Versorgung zu gewährleisten. Kontinuierliche Militäreinsätze in unmittelbarer Nachbarschaft von Krankenhäusern, die Einschränkung von Hilfslieferungen mit medizinischen Produkten, der Mangel an Nahrungsmitteln und der eklatante Anstieg in der Anzahl der Patienten verschlimmerten die Situation, sagte das Team.
Die New York Times berichtete, neu aufgetauchtes Videomaterial widerspräche den Aussagen eines einige Monate zuvor von ihren Reportern interviewten israelischen Militärsanitäters, der behauptet hatte, zwei in Be’eri ermordete Teenager seien sexuell missbraucht worden. Die Bewohner des Kibbuz seien basierend auf dem am 7. Oktober von einem israelischen Soldaten gefilmten Video nun zu dem Schluss gekommen, dass die beiden Schwestern zwar zusammen mit ihrer Mutter in Schlafanzügen ermordet worden, aber nicht Opfer sexueller Gewalt gewesen seien.
Die Nachrichtenportale der israelischen Zeitungen Haaretz und The Times of Israel berichteten, der arabische Nachrichtensender Al Jazeera habe seine Berichterstattung über eine angeblich von Soldaten der Israelischen Verteidigungsstreitkräfte (IDF) im Al-Schifa-Krankenhaus vergewaltigte Palästinenserin von seiner Website entfernt. Der ehemalige Direktor von Al Jazeera, Yasser Abu Hilalah, sagte im sozialen Netzwerk X (ehemals Twitter), Untersuchungen der Hamas hätten gezeigt, dass der Bericht erfunden gewesen sei; die Zeugin habe „Details übertrieben, um eine emotionale Reaktion hervorzurufen“.
Die Hamas zog sich wenige Stunden nach Beschluss der UN-Resolution zum Gazakrieg auch bei den Verhandlungen in Doha (Katar) über die Freilassung der nach den Geiselnahmen der Hamas während des Terrorangriffs auf Israel 2023 genommenen und noch in den Händen der Terrororganisation befindlichen Menschen auf ihre ursprüngliche Verhandlungsposition zurück und forderte für die Freilassung der Geiseln den Abzug aller israelischen Truppen aus Gaza, einen dauerhaften Waffenstillstand, die Rückkehr aller vertriebenen Palästinenser in die Gebiete Gazas, aus denen sie auf Geheiß der IDF vor Kampfhandlungen geflohen waren, und einen Gefangenenaustausch. 130 Geiseln – einige davon sind bereits tot – sollen sich noch in den Händen der Hamas befinden.
Laut einem Bericht des Wall Street Journal droht Israel aufgrund des Fehlens einer ersichtlichen Strategie ein unabsehbar langer Guerillakrieg mit der Hamas. Die israelische Armee kämpfe an immer mehr Orten, die sie eigentlich bereits zuvor eingenommen und aus denen sie sich wieder zurückgezogen habe. Das Kriegsziel Israels, die Hamas politisch wie militärisch auszuschalten, sei nur schwer zu erreichen. Zudem gebe es keinen Plan, wie das Küstengebiet nach der Niederschlagung der Hamas-Terroristen stabilisiert werden solle. Nach der Zerstörung eines Großteils des Gazastreifens und der Anwendung von Guerillataktiken seitens der Hamas sei die israelische Führung uneins, wie ein kohärenter Kriegsplan aussehen solle.

### 26. März
Israel setzte seine Bombardierung des Gazastreifens ungeachtet der Resolution des Sicherheitsrates der Vereinten Nationen fort. Auch die Hamas kämpfte weiter und gab an, israelische Soldaten im Gazastreifen und mehrere israelische Gemeinden in Grenznähe unter Beschuss genommen zu haben.
Die israelische Delegation verließ Katar, nachdem die Hamas auf ihren ursprünglichen Forderungen bestand. Netanjahu sagte, dies beweise, welchen Schaden die UN-Resolution angerichtet habe. Ein Sprecher des US-Außenministeriums sagte, Netanjahus Darstellung sei „in fast jeder Hinsicht inkorrekt“ und „unfair gegenüber den Geiseln und ihren Familien“; er wisse, dass die Antwort der Hamas schon vor der UN-Abstimmung verfasst worden sei. Auch hätten Presseberichte nicht deren tatsächlichen Inhalt wiedergegeben. Ein Sprecher des Außenministeriums des im laufenden Krieg zwischen Israel und der Hamas vermittelnden Golfstaates Katar sagte, die Verhandlungen seien nicht eingestellt worden und weiterhin im Gange.
Das israelische Militär bestätigte nach der Auswertung von Geheimdienstinformationen die Tötung von Hamas-Kommandeur Marwan Issa, die am 10. März zusammen mit einem weiteren Kommandeur im zentralen Gazastreifen erfolgt sein soll.
Francesca Albanese, die UN-Sonderberichterstatterin für Menschenrechte in den besetzten palästinensischen Gebieten, präsentierte den UN-Mitgliedsstaaten in Genf einen Bericht, in dem es hieß, es gebe berechtigte Gründe zu der Annahme, dass die Kriterien für einen Völkermord in Gaza erfüllt seien. Die Zahl der Todesopfer im Gazastreifen, die inzwischen 32.000 überstiegen hätte, die Bombardierung dicht besiedelter Gebiete und die Einschränkung von Hilfslieferungen zur Linderung der Hungersnot in Gaza seien allesamt Beweise für Israels Absicht, Palästinenser zu töten oder, wie es in der Völkermordkonvention heißt, als Gruppe „ganz oder teilweise zu zerstören“. Israel wies den Bericht aufs Schärfste zurück; die diplomatische Vertretung Israels in Genf beschrieb den Bericht als „obszöne Verdrehung der Realität“.

### 27. März
Der Rettungsdienst der Zivilschutzbehörde in Gaza meldete, mindestens 18 Menschen hätten im Zusammenhang mit dem Abwurf von Hilfslieferungen ihr Leben verloren. Sechs Männer seien ertrunken, als sie in das Mittelmeer geschwommen seien, um Lebensmittelpakete zu erreichen, die ins Wasser gefallen waren. Hilfsorganisationen kritisierten die Abwürfe als unzureichend und gefährlich und sagten, Israel müsse mehr Hilfslieferungen auf dem Landweg ermöglichen.
Irland plädierte angesichts des Geschehens in Gaza für eine Ausweitung der Völkermord-Definition. Auch die Blockierung lebensnotwendiger Hilfslieferungen könne auf genozidale Absichten hindeuten, sagte der irische Außenminister Micheál Martin. Martin äußerte sich damit in ähnlicher Weise wie der UN-Menschenrechtskommissar Volker Türk, der Anzeichen dafür sah, dass Israel den Hunger im Gazastreifen als Kriegsmethode einsetze – laut Türk ein Kriegsverbrechen.
Der militärische Arm der Hamas veröffentlichte im Telegram-Kanal der Al-Aksa-Brigaden eine Tonaufnahme, die Muslime weltweit zur Befreiung der Al-Aksa-Moschee in Jerusalem aufrief. Die Stimme sei die von Mohammed Deif, einem der mutmaßlichen Planer des Terrorangriffs am 7. Oktober. Zu sehen war auf Telegram nur ein Schatten; Datum und Authentizität der Aufnahme ließen sich zunächst nicht verifizieren. Muslime in arabischen Ländern wurden aufgerufen, „in Richtung Palästinas zu marschieren, jetzt, nicht morgen“, ohne sich durch Grenzen, Staatsgebilde und Restriktionen daran hindern zu lassen, „an der Befreiung von Al-Aksa teilzunehmen“.

### 28. März
Der israelische Botschafter in Berlin, Ron Prosor, forderte die Auflösung der UNRWA, das in Terroraktivitäten der Hamas verstrickt sei.
Die heftigen Kämpfe im Bereich des Schifa-Krankenhauses in Gaza setzten sich nach israelischen Angaben fort; dabei seien etwa 200 Terroristen im Bereich des Krankenhauses seit Beginn der Kämpfe ausgeschaltet und auch Raad Thabit, ein hochrangiges Mitglied des militärischen Flügels der Hamas – der Qassam-Brigaden – sei getötet worden. In den letzten 24 Stunden hätten „Terroristen von dem Notfallmedizin-Gebäude des Schifa-Krankenhauses aus und von außerhalb auf israelische Truppen geschossen“. Die Armee beschrieb den Einsatz als präzise; Zivilisten, Patienten und Gesundheitsteams seien in alternative medizinische Anlagen gebracht worden, die von der Armee eingerichtet worden seien. Die Organisation Euro-Mediterranean Human Rights Monitor warf Israels Armee hingegen vor, sie habe bei dem Einsatz in Schifa Zivilisten gezielt getötet, darunter auch Kinder.
Die Palästinensische Autonomiebehörde kündigte die Bildung eines neuen Kabinetts an; sie wurde von Präsident Mahmud Abbas in einem Präsidialdekret bekannt gegeben. Unter den künftigen Ministern waren keine bekannten Namen, eine Reihe von ihnen kam aus dem Gazastreifen.
Der Internationale Gerichtshof wies Israel einstimmig an, unverzüglich mehr Hilfslieferungen, neben Lebensmitteln auch Wasser, Strom, medizinische Produkte, Kleidung und Zelte, in den Gazastreifen zu lassen; hierzu müssten weitere Grenzübergänge geöffnet werden. Israel habe dabei voll mit den Vereinten Nationen zu kooperieren. Die katastrophalen Lebensbedingungen im Gazastreifen hätten sich weiter verschlechtert und die Menschen seien nicht mehr bloß von einer Hungersnot bedroht, sondern diese existiere bereits. Das Gericht entsprach mit dieser rechtsverbindlichen Entscheidung einem Antrag Südafrikas im laufenden Völkermord-Verfahren gegen Israel.
Die Hisbollah, die Amal-Bewegung sowie die Gruppierung Jamaa Islamiya im Libanon meldeten insgesamt 15 tote Mitglieder durch israelische Luftangriffe vom Vorabend. Ein israelischer Zivilist war nach Beschuss aus dem Libanon gestorben. Ein israelischer Luftangriff nahe der syrischen Hauptstadt Damaskus folgte später.

### 29. März
Durch israelische Luftangriffe in Syrien nahe Aleppo wurden nach Angaben der Syrischen Beobachtungsstelle für Menschenrechte 42 Menschen getötet – 36 Soldaten und sechs Mitglieder der Hisbollah; das eigentliche Ziel des Angriffs seien Raketendepots gewesen. Die getöteten Mitglieder wurden von der Terrororganisation bestätigt und erhöhten deren Opferzahl seit Kriegsbeginn auf 263.
Am selben Tag wurde der stellvertretende Kommandeur der Raketeneinheit der Hisbollah bei einem Luftangriff auf ein Auto nahe Tyros getötet.
Reuters berichtete, die USA hätten in den letzten Tagen die Lieferung von Bomben und Kampfjets im Werte von mehreren Milliarden Dollar an Israel genehmigt, obwohl Washington gleichzeitig in der Öffentlichkeit seine Besorgnis über eine erwartete israelische Militäroffensive in Rafah bekundete. Die neuen Waffenlieferungen umfassten laut Reuters über achtzehnhundert 2.000-Pfund-Bomben des Typs Mark 84 und fünfhundert 500-Pfund-Bomben des Typs Mark 82. Das Paket ist Teil jährlicher Militärhilfe der USA an Israel.

### 30. März
Die israelischen Streitkräfte bestätigten, sie hätten zwei palästinensische Männer am Strand in Gaza getötet und ihre Leichen mit einem Bulldozer verscharrt. Al Jazeera hatte Videoaufnahmen des Vorfalls veröffentlicht, in dem die Männer weiße Fahnen zu schwenken schienen. Die israelischen Streitkräfte gaben an, die Männer hätten nicht auf Warnschüsse reagiert; der Bulldozer sei danach verwendet worden, weil die Soldaten befürchteten, die Männer könnten Sprengstoff am Körper tragen. Ein dritter Mann wurde verletzt; er wurde festgenommen und später wieder freigelassen. Die israelische Armee erklärte, dass das Video bearbeitet worden sei und zwei verschiedene Vorfälle an unterschiedlichen Orten zeige.

### 31. März
In Jerusalem protestierten Zehntausende Menschen gegen die Regierung Netanjahus.
Bei einem israelischen Luftangriff auf den Innenhof des Al-Aqsa-Krankenhauses in Gaza wurden sieben Journalisten verletzt, darunter ein freier Mitarbeiter der BBC. Vier Mitglieder der militanten Gruppe Islamischer Dschihad (IJ) wurden laut ersten Informationen bei dem Angriff getötet. Das israelische Militär erklärte, es habe eine auf dem Gelände des al-Aqsa-Krankenhauses befindliche Kommandozentrale der Gruppe getroffen. Das Klinikgebäude sei nicht beschädigt worden und sei funktionsfähig. Die Journalisten waren unter den Hunderten von Zivilisten, die in behelfsmäßigen Zelten auf dem Gelände des Krankenhauses untergebracht waren. Die Weltgesundheitsorganisation meldete, vier Menschen seien bei dem Angriff getötet und 17 weitere verletzt worden.
Das israelische Militär meldete, es habe mit einem Luftangriff auf ein Fahrzeug im Libanon einen weiteren Kommandeur der Hisbollah, Ismail Al-Sin, getötet. Dieser sei auf Anti-Panzer-Marschflugkörper spezialisiert und für Dutzende Angriffe auf israelische Zivilisten und Sicherheitskräfte verantwortlich gewesen.